# Великолиповский сельсовет
Вели́коли́повский сельсовет — административно-территориальная единица на территории Хотимского района Могилёвской области Белоруссии.

## Население
По состоянию на 2009 год в населённых пунктах сельсовета проживало: Липовка — 419 человек, Еловец — 225 человек, Гавриловка — 5 человек, Узлоги — 22 человека , Ольшов-1 — 204 человека.

## Географическое положение
Сельсовет находится в восточной части Хотимского района, граничит с Тростинским, Беседовичским сельсоветами, Смоленской и Брянской областями Российской Федерации.
Административный центр — агрогородок Липовка находится в 7 км от Хотимска

## История
24 сентября 1943 года войсками 50-й армии Брянского фронта была освобождена деревня Липовка.

## Промышленность и сельское хозяйство
- СПК «Липовка»

## Социальная сфера
На территории сельсовета расположены: ГУО «Великолиповский учебно-педагогический комплекс детский сад-средняя школа», 2 фельдшерско-акушерских пункта, Дом культуры, сельский клуб, 2 библиотеки, отделение связи, 3 магазина, комплексно-приемный пункт.

## Состав
Великолиповский сельсовет включает 4 населённых пункта:
- Еловец — деревня
- Липовка — агрогородок
- Ольшов-1 — деревня
- Узлоги — деревня

Упразднённые населённые пункты на территории сельсовета:
- Богдановка — деревня
- Гавриловка — деревня[1]
- Заручье — деревня

## Известные уроженцы
- Абраменко, Николай Порфирьевич (1909, Липовка — 1968) — советский и белорусский государственный деятель, председатель Минского облисполкома.